# Kielokiedara
Kielokiedara (gr. Κελοκέδαρα) – wieś w Republice Cypryjskiej, w dystrykcie Pafos. W 2011 roku liczyła 193 mieszkańców.